# Фосфоритування

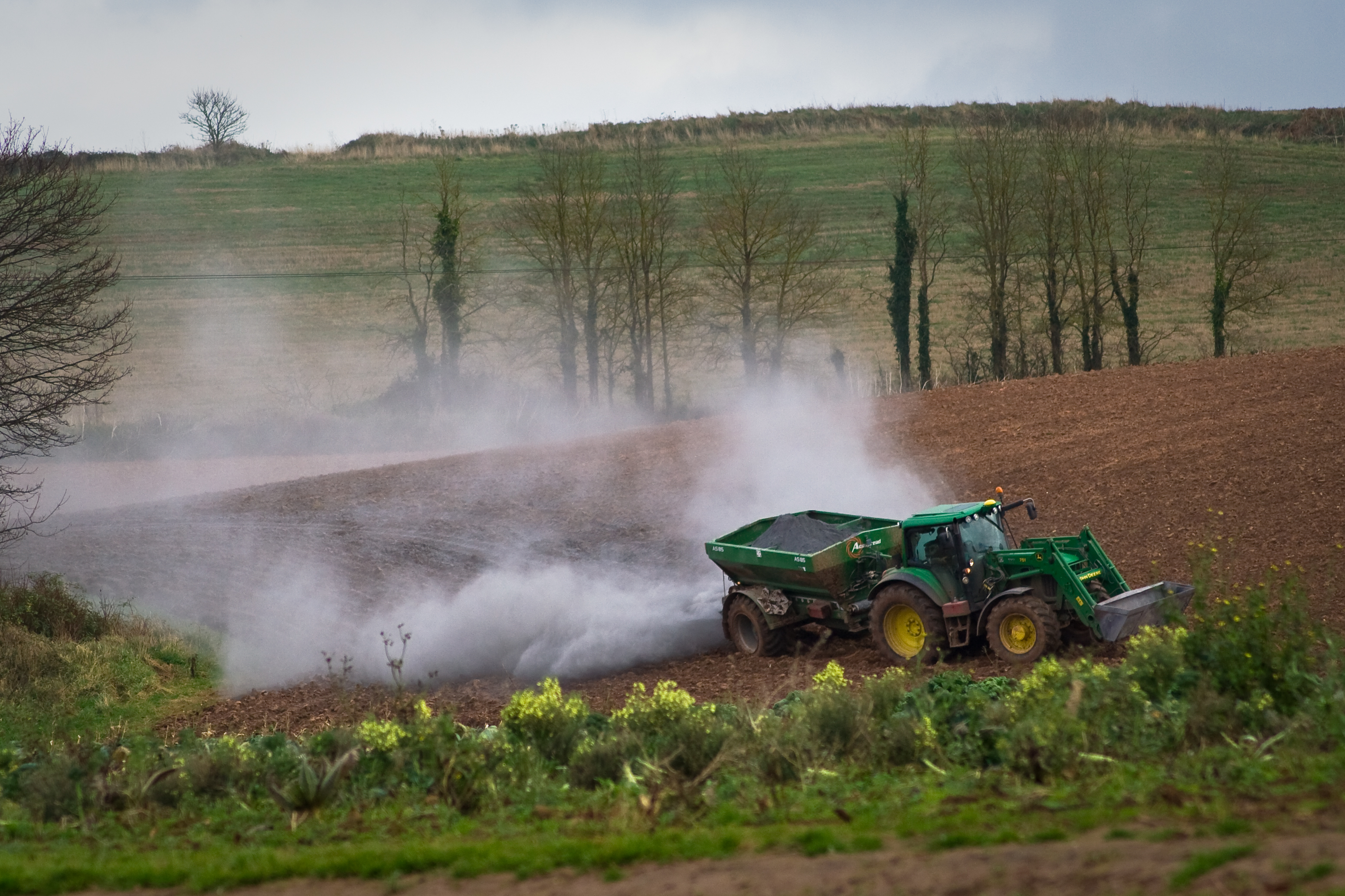
Внесення меліоранту

Фосфоритування – один із методів хімічної меліорації кислих ґрунтів де нейтралізуючу дію на ґрунт чинить фосфоритне борошно. Застосовується на сильно кислих ґрунтах з гідролітичною кислотністю понад 5 мг-екв на 100 г ґрунту. Кальцій із фосфоритного борошна заміщує водень і алюміній у ҐВК, а фосфат іон, у свою чергу, зв’язує рухомий алюміній . Одночасно з цим частково поліпшується фосфорне живлення рослин.
Реакція відбувається за такою схемою: [ҐКВК]2Н+ + Са3(РО)4 → [ҐКВК]Са2+ +2СаНРО4.